# Togo
Togo, uradno Togovska republika (francosko République togolaise), je majhna obmorska država v Zahodni Afriki, ki na severu meji na Burkina Faso, na vzhodu na Benin, na jugu na Beninski zaliv v Atlantskem oceanu ob katerem leži tudi glavno mesto Lomé, ter na zahodu na Gano.